# Walerij Rodochlebow
Walerij Rodochlebow (ros. Валерий Родохлебов; ur. 6 listopada 1972) – rosyjski biegacz narciarski, reprezentujący także Finlandię, trzykrotny medalista mistrzostw świata juniorów.
Po raz pierwszy na arenie międzynarodowej pojawił się w 1990 roku, startując na mistrzostwach świata juniorów w Les Saisies. Wspólnie z kolegami z reprezentacji zdobył tam srebrny medal w sztafecie, a na dystansie 30 km techniką dowolną był trzeci. Na rozgrywanych rok później mistrzostwach świata juniorów w Reit im Winkl ponownie był drugi w sztafecie. W Pucharze Świata zadebiutował 3 stycznia 1998 roku w Kawgołowie, zajmując 47. miejsce w biegu na 30 km stylem dowolnym. Jeszcze kilkukrotnie startował w zawodach tego cyklu, jednak nigdy nie zdobył punktów. W 2005 roku, już jako reprezentant Finlandii, wziął udział w mistrzostwach świata w Oberstdorf, gdzie zajął 53. miejsce w biegu łączonym i 41. miejsce na dystansie 50 km techniką dowolną.

## Osiągnięcia

### Mistrzostwa świata
| Miejsce | Dzień     | Rok  | Miejscowość | Konkurencja             | Czas biegu | Strata  | Zwycięzca      |
| ------- | --------- | ---- | ----------- | ----------------------- | ---------- | ------- | -------------- |
| 53.     | 20 lutego | 2005 | Oberstdorf  | 2x15 km łączony         | 1:19:20,5  | +6:49,4 | Vincent Vittoz |
| 41.     | 27 lutego | 2005 | Oberstdorf  | 50 km stylem klasycznym | 2:30:10,1  | +6:47,0 | Frode Estil    |

### Mistrzostwa świata juniorów
| Miejsce | Dzień    | Rok  | Miejscowość   | Konkurencja             | Wynik     | Strata  | Zwycięzca       |
| ------- | -------- | ---- | ------------- | ----------------------- | --------- | ------- | --------------- |
| 3.      | 28 marca | 1990 | Les Saisies   | 30 km stylem dowolnym   | 1:28:15,4 | +1:03,7 | Johann Mühlegg  |
| 2.      | 31 marca | 1990 | Les Saisies   | Sztafeta 4x10 km        | 2:00:31,0 | +4,4    | NRD             |
| 19.     | 6 marca  | 1991 | Reit im Winkl | 10 km stylem klasycznym | 29:15,1   | +1:13,1 | Thomas Alsgaard |
| 5.      | 8 marca  | 1991 | Reit im Winkl | 30 km stylem dowolnym   | 1:25:35,9 | +2:16,0 | Thomas Alsgaard |
| 2.      | 10 marca | 1991 | Reit im Winkl | Sztafeta 4x10 km        | 1:40:45,0 | +0,7    | Norwegia        |